# Международная премия Симона Боливара
Международная премия имени Симона Боливара учреждена в 1983 году и присуждается в признание выдающихся заслуг, в соответствии с идеалами героя Латинской Америки Симона Боливара, за вклад в свободу, независимость и достоинство народов, укрепление солидарности между народами, содействие развитию новых международных экономических, социальных и культурных порядков.
Премия присуждается раз в два года, в день рождения Симона Боливара — 24 июля. Лауреат получает сумму, согласованную между директором ЮНЕСКО и правительством Венесуэлы (в настоящее время $ 25,000). 
Международное жюри состоит из 7 человек. 5 человек назначаются генеральным директором ЮНЕСКО и представляют различные регионы мира, а также по одному представителю от правительства Венесуэлы и генерального директора ЮНЕСКО. Кандидатуры для присуждения могут представлять государства — члены ЮНЕСКО и межправительственные или неправительственные организации зарегистрированные в ЮНЕСКО. Жюри принимает решение единогласно.

## Лауреаты
- 1983 — Хуан Карлос I (Испания) и Нельсон Мандела (ЮАР)
- 1985 — Контадорская группа и Бернардо Сепульведа Амор (Мексика)
- 1988 — Викариат Солидарности (Чили)
- 1990 — Вацлав Гавел (Чехословакия)
- 1992 — Аун Сан Су Чжи (Мьянма) и Джулиус Ньерере (Танзания)
- 1996 — Мухаммад Юнус (Бангладеш)
- 1998 — Мариу Суареш (Португалия) и Милад Ханна (Египет)
- 2000 — Самуэль Руис Гарсия (Мексика) и Хулио Мария Сангинетти (Уругвай)
- 2003 — Пако Монкайо (Эквадор)
- 2004 — Надя аль-Джурди Нуайхед (Ливан) и Дом Америк (Куба)